# Buschmoa
Der Buschmoa (Anomalopteryx didiformis) ist eine ausgestorbene Vogelart aus der auf Neuseeland endemischen Ordnung der Moas (Dinornithiformes). Er starb vor ca. 500–600 Jahren aus, als die Polynesier die Inseln erreichten, die Moas in großen Mengen jagten und somit die Bestände dezimierten. Auch dürften die Hunde, die die Polynesier mit auf die Inseln brachten, durch die Jagd auf junge Exemplare mit dafür verantwortlich gewesen sein, dass die Bestände zusammenbrachen.

## Beschreibung
Der Buschmoa ist die bislang kleinste bekannte Art der Moas. Er erreichte ein Gewicht von 30 Kilogramm und war nur geringfügig größer als ein neuzeitlicher Truthahn. Wie alle Moas war auch der Buschmoa nicht in der Lage zu fliegen. Für einen Vertreter seiner Ordnung war er leicht gebaut und besaß proportional lange Beine, die vermutlich keine Federn trugen und stattdessen eher schuppig gewesen sein dürften. Er hatte einen rundlichen Kopf und einen stumpfen, kurzen, abgerundeten Schnabel, der wahrscheinlich eher zum Schneiden harten Pflanzenmaterials geeignet war als der anderer Moas. Da auch immer wieder Steine in den Muskelmägen fossiler Exemplare gefunden wurden, wird angenommen, dass Buschmoas sich von härterem, holzigem Pflanzenmaterial ernährten. Die Federn dieses Moas sahen vermutlich Haaren der Säugetiere ähnlicher als den typischen Federn anderer Vögel.
Die Eier der Art waren mit circa 165 × 119 mm im Verhältnis zur Körpergröße der Vögel recht groß, ihre Inkubationszeit lag vermutlich bei mehr als zwei Monaten. Durch den Vergleich mit verwandten, rezenten Arten wird angenommen, dass ihre Bebrütung wahrscheinlich allein dem Männchen oblag. Nester des Buschmoas sind aus Halbhöhlen auf der Nordinsel bekannt.

## Paläoökologie
Der Buschmoa war die am weitesten verbreitete Moa-Art und kam auf beiden Hauptinseln Neuseelands in den feuchten Tieflandwäldern vor, dürfte auf der Nordinsel jedoch zahlreicher vertreten gewesen sein als auf der Südinsel. Er nahm vermutlich die ökologische Nische eines kleinen Pflanzenfressers ein, der sich von härteren Pflanzenbestandteilen ernähren konnte als andere Moas. In den 2010er-Jahren gefundene Koprolithen, die der Art zugeordnet werden, scheinen zu bestätigen, dass Buschmoas bevorzugt Bäume und Sträucher im Unterholz des Waldes abweideten. Buschmoas wurden wahrscheinlich sowohl von Haastadlern (Harpagornis moorei) als auch von Eyles-Weihen (Circus teauteensis) gejagt. Die Tiere lebten entweder solitär oder in Kleingruppen mit einer angenommenen Populationsdichte von einem Paar pro Quadratkilometer.

## Funde
Die vollständigsten Funde, darunter ein stark artikuliertes Skelett mit mumifizierten Überresten von Gewebe und Federn, wurden im Jahr 1980 im Lake Echo Valley nicht weit von Te Anau auf der Südinsel entdeckt. Dieser Fund befindet sich heute in der Southland Museum and Art Gallery in Invercargill. Die meisten Fossilien, die 1912 in einem Sumpf nahe der Stadt Clevedon entdeckt wurden, gehörten zum Buschmoa. Darüber hinaus sind Fossilien der Art auch aus marinen Ablagerungen in der heutigen Cookstraße bekannt. Diese werden in das Jungpleistozän datiert, als Nord- und Südinsel auf Grund niedrigerer Meeresspiegel noch nicht voneinander getrennt waren. Des Weiteren rekonstruierten Wissenschaftler der Harvard University erstmals das komplette Genom der Spezies A. didiformis aus einem Fußknochen.

## Systematik
Der Buschmoa wurde im Jahr 1844 von Richard Owen als Dinornis didiformis beschrieben. Ludwig Reichenbach stellte ihn 1853 in die monotypische Gattung Anomalopteryx. Die Art gilt heute als Vertreter der Familie Emeidae, der artenreichsten der drei Moa-Familien. Molekulargenetische Untersuchungen ergaben Hinweise darauf, dass der Buschmoa am nächsten mit dem Küstenmoa (Euryapteryx curtus) und dem Kleinen Moa (Emeus crassus) verwandt gewesen sein dürfte. Das folgende Kladogramm zeigt die Verwandtschaftsverhältnisse innerhalb der Familie gemäß der Arbeit von Bunce et al. aus dem Jahr 2009:
|  | P. australis                                                      |
|  |                                                                   |
|  | \| \| P. elephantopus \| \| \| \| \| \| P. geranoides \| \| \| \| |
|  |                                                                   |
|  | P. elephantopus                                                   |
|  |                                                                   |
|  | P. geranoides                                                     |
|  |                                                                   |

|  | P. elephantopus |
|  |                 |
|  | P. geranoides   |
|  |                 |

|  | Anomalopteryx didiformis                                             |
|  |                                                                      |
|  | \| \| Emeus crassus \| \| \| \| \| \| Euryapteryx curtus \| \| \| \| |
|  |                                                                      |
|  | Emeus crassus                                                        |
|  |                                                                      |
|  | Euryapteryx curtus                                                   |
|  |                                                                      |

|  | Emeus crassus      |
|  |                    |
|  | Euryapteryx curtus |
|  |                    |

|  | P. australis                                                      |
|  |                                                                   |
|  | \| \| P. elephantopus \| \| \| \| \| \| P. geranoides \| \| \| \| |
|  |                                                                   |
|  | P. elephantopus                                                   |
|  |                                                                   |
|  | P. geranoides                                                     |
|  |                                                                   |

|  | P. elephantopus |
|  |                 |
|  | P. geranoides   |
|  |                 |

|  | Anomalopteryx didiformis                                             |
|  |                                                                      |
|  | \| \| Emeus crassus \| \| \| \| \| \| Euryapteryx curtus \| \| \| \| |
|  |                                                                      |
|  | Emeus crassus                                                        |
|  |                                                                      |
|  | Euryapteryx curtus                                                   |
|  |                                                                      |

|  | Emeus crassus      |
|  |                    |
|  | Euryapteryx curtus |
|  |                    |